# Popillia rufipes
Popillia rufipes är en skalbaggsart som beskrevs av Fabricius 1787. Popillia rufipes ingår i släktet Popillia och familjen Rutelidae. Inga underarter finns listade i Catalogue of Life.